# Grotte du Lion (Toscane)
Pour les articles homonymes, voir Grotte du Lion.
La grotte du Lion (en italien : grotta del Leone) est une grotte karstique située dans les montagnes pisanes, dans la localité d'Agnano de la commune de San Giuliano Terme, dans la province de Pise, en Toscane, en Italie. Elle a livré des vestiges archéologiques datés principalement de l'Épigravettien et du Néolithique.

## Historique
La grotte doit son nom à une formation de stalagmites dont la forme évoque celle d'un lion. Elle a fait l'objet de trois principales campagnes de fouilles archéologiques. La première fut organisée de 1947 à 1950 par le groupe dirigé par Ezio Tongiorgi ; la seconde, de 1970 à 1974, a été dirigée par le professeur Antonio Mario Radmilli, et la dernière campagne, dirigée par le professeur Giovanna Radi, a été ouverte en 2015 et est toujours en cours.

## Description
La grotte comporte une grande salle d'effondrement qui descend vers l'est, où se trouve un petit lac, probablement relié à celui de la Buca dei Ladri voisine.

## Occupation humaine
Bien que la grotte ait été fréquentée sporadiquement aux époques étrusque et romaine et à la Renaissance, les occupations humaines les plus significatives sont datées du Paléolithique supérieur et du Néolithique.

### Paléolithique supérieur

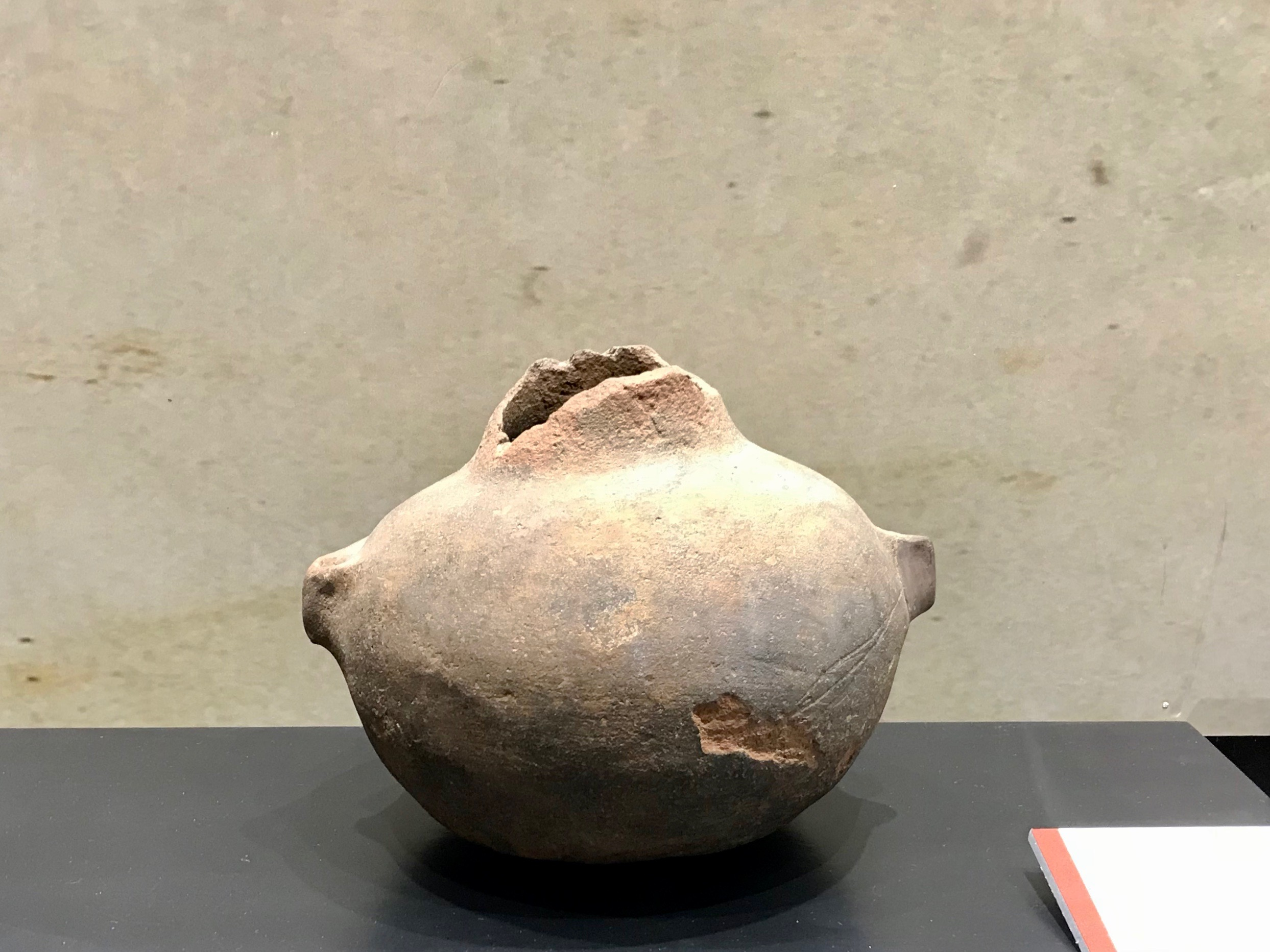
Vase-flacon de l'âge du cuivre

Les premières traces humaines laissées dans la grotte sont datées d'il y a entre 18 000 et 15 000 ans, lorsque des groupes de chasseurs-cueilleurs nomades l'utilisaient comme abri. On a en effet trouvé des outils lithiques épigravettiens, notamment des lames et des pointes, très probablement montées sur une hampe en bois pour produire une lance, utilisée à cette époque à la chasse en association avec un propulseur. Des canines de cerf élaphe percées ont également été trouvées, très probablement utilisées comme ornements.
Les restes fossiles d'animaux associés aux niveaux paléolithiques sont principalement l'Aurochs et les genres Equus et Cervus.

### Néolithique

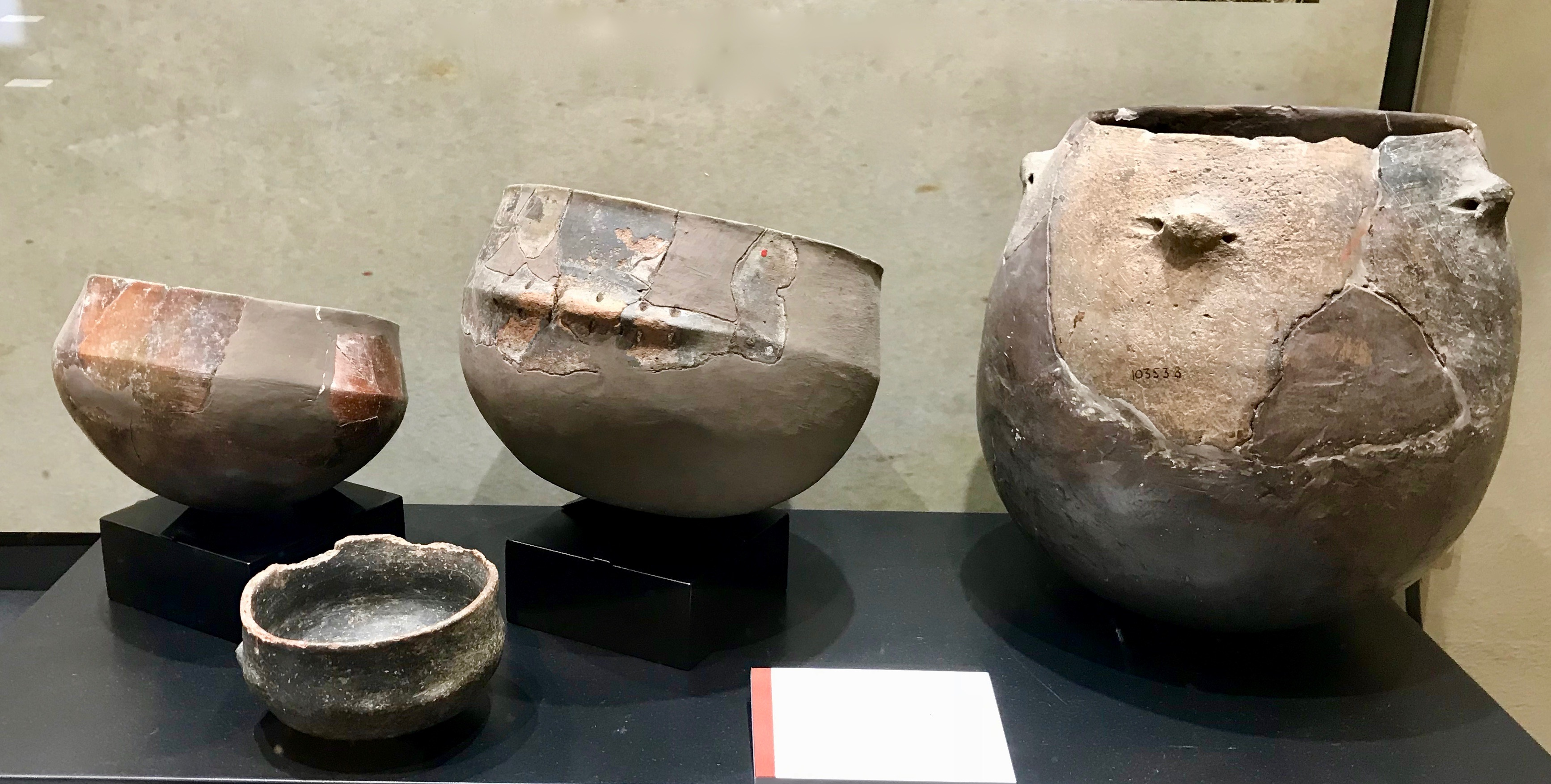
Vases néolithiques (Chasséen) trouvés dans la grotte et exposés au Musée d'histoire naturelle de l'université de Pise.

Au Néolithique, entre 4000 et 3000 av. J.-C., la grotte était visitée par des groupes d'agriculteurs comme lieu de culte. En effet, de grandes quantités de céréales carbonisées y ont été trouvées, principalement de l'orge commune et du blé nu, et en moindre quantité des légumineuses, interprétées comme des restes de rites propitiatoires.
Des outils lithiques et des lames de faucille en obsidienne ont été trouvés, qui, sur la base d'analyses chimiques et microphysiques, provenaient de Lipari, Mont Arci et Palmarola. Des restes de poterie de la culture de Sasso-Fiorano (it) et du Chasséen ont été découverts dans les mêmes couches néolithiques, ainsi que divers vases, outils en os et en bols pour ex-voto.